# Eurytetranychoides thujae
Eurytetranychoides thujae är en spindeldjursart som först beskrevs av Reck 1947.  Eurytetranychoides thujae ingår i släktet Eurytetranychoides och familjen Tetranychidae. Inga underarter finns listade i Catalogue of Life.